# Sebastian Kortholt
Pour les articles homonymes, voir Kortholt.
Sebastian Kortholt, né à Kiel le 11 avril 1675 où il est mort le 18 octobre 1760, est un poète et bibliothécaire allemand. 

## Biographie
Fils de Christian Kortholt, il est professeur de poésie et bibliothécaire à Kiel. Il laisse des correspondances avec Bayle et Leibniz. 
Il est le père de Christian Kortholt le jeune.

## Œuvres
- 1696 : de Enthusiasmo poetico
- 1699 : de Poetis episcopis
- 1700 : de Puellis poetis
- 1701 : de Studio senili
- 1705 : de Bibliotheca academicae Kiloniensis